# Seznam alžírských biskupů a arcibiskupů
Současná Arcidiecéze alžírská byla zřízena v 17. století jako apoštolský vikariát, v roce 1838 vznikla alžírská diecéze, povýšená roku 1866 na arcidiecézi. Zde je seznam jejích církevních představitelů: 

## Apoštolští vikáři
- Philippe le Vacher, C.M. (1651 – 1662 rezignoval)
- Benjamin Huguier, C.M. (1662 – 1663 zemřel)
- Jean le Vacher, C.M. (1668 – 1683 zemřel)
- Michel de Montmasson, C.M. (1685 – 1688 zemřel)
- José Gianola, O.SS.T. (1690–1693)
- Yves Laurence, C.M. (1693–1705)
- Lambert Duchêne, C.M. (1705–1736)
- Pierre Favoux, C.M. (1737–1740)
- Adrien Poissant, C.M. (1740–1741)
- Charles-Marie-Gabriel Poirier du Burgh, C.M. (1741 – 1743 zemřel)
- Adrien Poissant, C.M. (1743–1746) (podruhé)
- Arnoult Bossu, C.M. (1746–1757)
- Théodore Groiselle, C.M. (1757–1763)
- Charles la Pie de Savigny, C.M. (1763–1765)
- Philippe Joseph Le Roy, C.M. (duben 1765 – 1772)
- Charles la Pie de Savigny, C.M. (1772–1773) (podruhé)
- Pierre François Viguier, C.M. (1773–1778)
- Charles Cosson, C.M. (1778–1782)
- Michel Ferrand, C.M. (1782–1784)
- Jean-Alasia Erat, C.M. (1785–1798)
- Jean-Claude Vicherat, C.M. (1798–1802)
  - Sede vacante (1802–1823)
- Jean-François Chossat, C.M. (1823–1825)
- Jean-Louis Solignac, C.M. (1825–1827)
  - Sede vacante (1827–1838)

## Biskupové alžírští
- Antoine-Louis-Adolphe Dupuch (25. srpna 1838 – 9. prosince 1845 rezignoval)
- Louis-Antoine-Augustin Pavy (25. února 1846 – 16. listopadu 1866 zemřel)

## Arcibiskupové alžírští
- Charles Martial Lavigerie (1867 – 1892 zemřel)
- Prosper Auguste Dusserre (1892 – 1897 zemřel)
- Frédéric-Henri Oury (1898–1907)
- Barthélemy Clément Combes (1909–1917)
- Auguste-Fernand Leynaud (1917 – 1953 zemřel)
- Léon-Étienne Duval (1954–1988)
- Henri Antoine Marie Teissier (1988–2008)
- Ghaleb Moussa Abdalla Bader (24. května 2008 – 23. května 2015)
- Paul Desfarges, S.J. (24. prosince 2016 – 27. prosince 2021)
- Jean-Paul Vesco, O.P. (od 27. prosince 2021)